# Уока, Казимерас
Казимерас Косто Уока (лит. Kazimieras Uoka; 4 марта 1951, Каунас, Литовская ССР — 16 июля 2016) — литовский политический деятель, народный депутат СССР, член «Саюдиса».

## Биография
Начал свою националистическую и антисоветскую деятельность еще в школьные годы.
После службы в Советской Армии с 1971 по 1988 г. работал в Каунасском механизированном управлении № 14 . В 1976 г. окончил исторический факультет Вильнюсского университета имени В. Капсукаса. Власти того времени запретили ему работать учителем «из-за подпольной деятельности».
C 1988 г. являлся участником движения «Саюдис», от которого был избран в городской совет Каунаса. В том же году основал «Союз рабочих Литвы», став его лидером.
С 1989 по 2001 г. был членом Социал-демократической партии Литвы. Также входил в движение «Зёленых».
В 1989 г. был избран народным депутатом СССР от Каунасского—Пожелского национально-территориального избирательного округа № 238 Литовской ССР. С 1991 по 1992 год он был государственным контролером Государственный контролер Департамента государственного контроля Литовской ССР (Литвы).
В 1990—1992 гг. был депутатом Верховного Совета-Восстановительного Сейма, подписантом Акта о восстановлении независимости Литвы.
С 1996 г. работал по патенту.
В 1992—1996 и в 2008—2012 гг. избирался членом Сейма.
После выхода из рядов Социал-демократической партии в 2001 г. несколько раз менял партийную принадлежность:
- 2001—2004 гг. — Литовская национально-демократическая партия,
- 2004—2008 гг. — Союз литовских националистов,
- 2008—2011 гг. — Союз Отечества — Литовские христианские демократы,
- c 2011 г. — Союз литовских националистов. Избирался его вице-президентом.

В 2006 г. основал и участвовал в Гражданской конфедерации по борьбе с распространением гомосексуальной культуры в Литве.
Разведён: от брака у него были дочь и сын.

## Награды и звания
Был награжден Медалью Независимости Литвы (2000) и Медалью по случаю двадцатой годовщины восстановления независимости Литвы (2010).